# Russell Tovey
Russell Tovey (Billericay, Essex, Anglaterra, 14 de novembre de 1981) és un actor anglès amb nombroses feines a televisió, cinema i teatre. És sobretot reconegut pel seu paper de l'home llop George Sands a Being Human, sèrie sobrenatural de la BBC que va començar a emetre's el 2008. Va abandonar la sèrie a la quarta temporada per dedicar-se completament a la comèdia Him & Her de la mateixa cadena de TV.

## Filmografia

### Pel·lícules
| Any  | Títol                     | Personatge            |
| ---- | ------------------------- | --------------------- |
| 2001 | The Emperor's New Clothes | Recluta               |
| 2006 | The History Boys          | Rudge                 |
| 2009 | Drop                      | Ben                   |
| 2009 | Roar                      | Tom                   |
| 2009 | In Passing                | Henry                 |
| 2012 | Grabbers                  | Smith                 |
| 2012 | Pirates!                  | Pirata albí (veu)     |
| 2012 | Tower Block               | Paul                  |
| 2013 | Effie                     | George                |
| 2014 | Muppets Most Wanted       | Repartidor de xampany |
| 2014 | Pride                     | Tim                   |
| 2014 | Moomins on the Riviera    | Moomintroll           |